# Lodovico Calini
Lodovico Calini (Calino, 18 gennaio 1696 – Brescia, 9 dicembre 1782) è stato un cardinale italiano della Chiesa cattolica, nominato da papa Clemente XIII.

## Biografia

### I primi anni

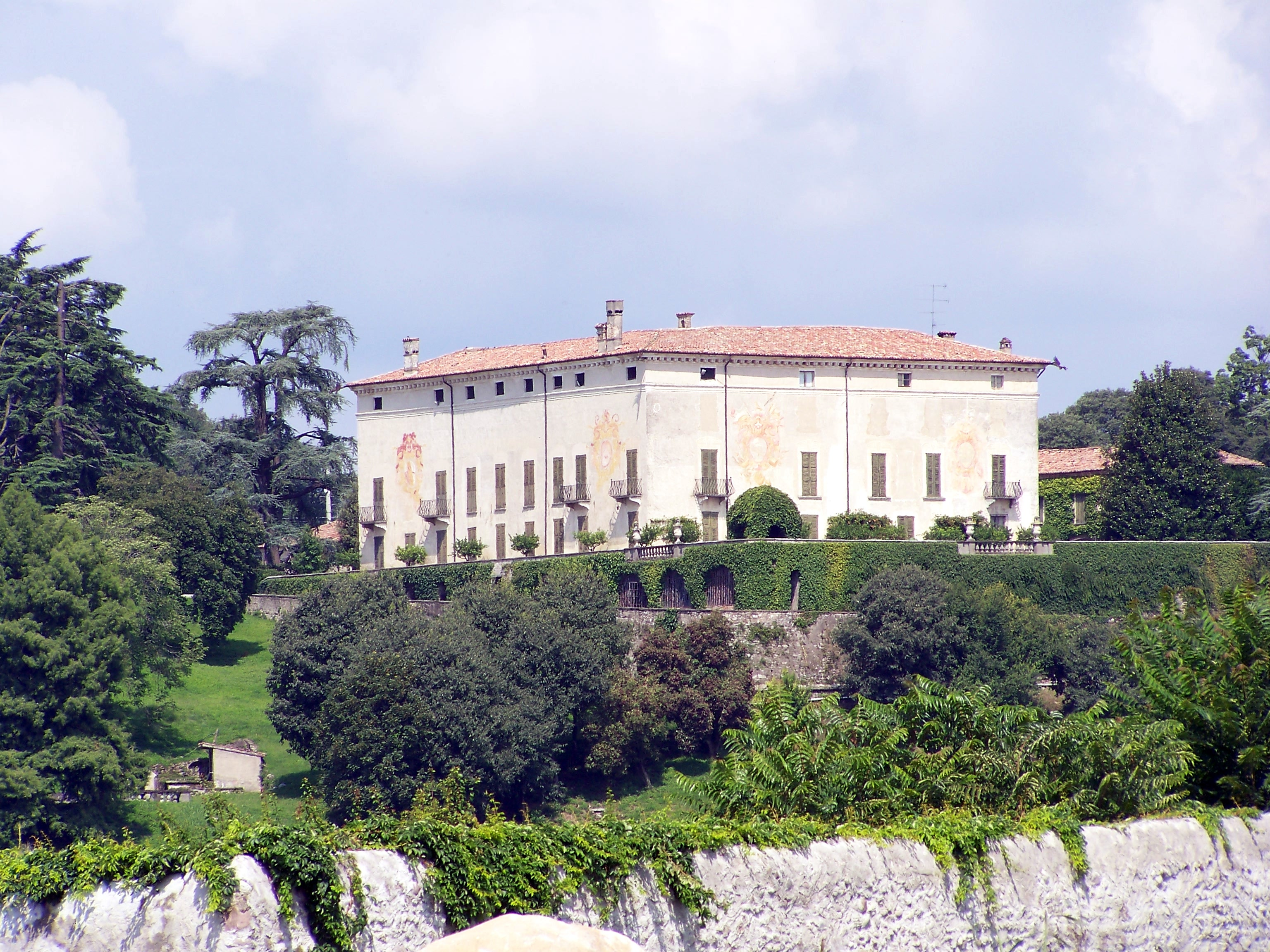
Il cinquecentesco palazzo Calini a Calino, dove nacque il futuro cardinale Lodovico

Ludovico Calini nacque nel 1696 a Calino, feudo della sua famiglia, nella diocesi di Brescia. Quinto di otto figli del conte Vincenzo e di sua moglie Teodora Gonzaga Martinengo, suoi fratelli erano Rutilio, Matteo, Giuseppe Camillo, Muzio, Gezio, Giovanni e Teofilo. Venne battezzato il 18 gennaio 1696 nella chiesa parrocchiale di Calino.
Iniziò i propri studi a Brescia e solo successivamente decise di fare il proprio ingresso nello stato clericale ricevendo il diaconato e la nomina canonicale nella cattedrale di Brescia nel 1717. Venne quindi inviato a Roma dai genitori per studiare alla Pontificia Accademia dei Nobili Ecclesiastici dal 1721, ove ottenne il dottorato in utroque iure il 5 giugno 1725.
Venne ordinato sacerdote il 17 dicembre 1718, distinguendosi come spiccato oratore al punto da venire chiamato nel 1720 a tenire l'orazione per Francesco Barbarigo, che venne poi pubblicata a Brescia col titolo di Oratio pro Francisco Barbadico, ad cardinalatum evecto. Nel 1721, si recò nuovamente a Roma ove ebbe modo di riprendere vecchie amicizie come quella col nobile erudito Domenico Giorgi, col quale manterrà sempre una fitta corrispondenza incentrata su temi storico-eruditi. Angelo Maria Quirini, nominato da poco vescovo di Brescia, lo nominò nel 1727 esaminatore e sovrintendente per la costruzione della nuova cattedrale cittadina.

### L'episcopato e la "controversia di Crema"

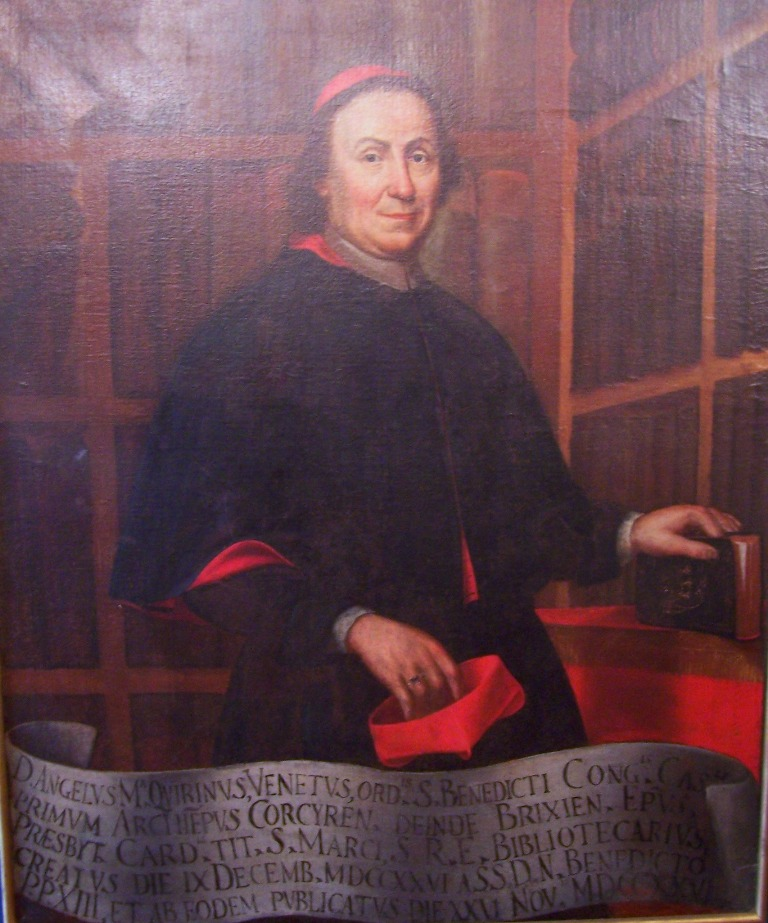
Il cardinale Angelo Maria Querini, vescovo di Brescia, che consacrò il Calini al titolo episcopale e che molto lo favorì nella sua carriera

Eletto vescovo di Crema l'11 settembre 1730, venne consacrato il 21 settembre di quello stesso anno nella chiesa di San Marco a Roma per mano del cardinale Angelo Maria Querini, vescovo di Brescia, assistito da Antonio Maria Pallavicini, arcivescovo titolare di Lepanto, e da Giusto Fontanini, arcivescovo titolare di Ancira.
Nel 1737 convocò un sinodo diocesano che dal 1609 non veniva più convocato, nel quale diede nuove disposizioni alla sua diocesi, poi edite col nome di Synodus diocesana Cremensis habita ab ill.mo et r.mo L.C. in Cathedrali Cremae die 29 Aprilis et duobus sequentibus anno 1737. Dal 1732 sino alle sue dimissioni nel 1751 venne coinvolto nella cosiddetta "controversia di Crema", incentrata sul diritto divino delle persone di ricevere la comunione durante la messa; la controversia agitò a suo tempo l'intero mondo ecclesiastico italiano. A causa di profondi risentimenti con la famiglia Griffoni, una delle più potenti di Crema, venne costretto a lasciare la propria diocesi per cercare appoggio a Roma dove dovette dare le proprie dimissioni il 27 gennaio 1751.
Il 1º febbraio 1751 venne promosso patriarca titolare di Antiochia e venne nominato presidente della Dottrina Cristiana, deputato per i monaci dei monasteri ed esaminatore dei sacri canoni. Nell'agosto del 1758 ottenne di essere nominato abate commendatario di Palazzola, presso Brescia, nonché dell'Arciospedale di Santo Spirito in Sassia a Roma dal 28 settembre 1759. Fu uno dei più influenti consiglieri di papa Clemente XIII che gli dimostrò riconoscenza, accogliendo positivamente l'appoggio del Calini ai gesuiti; a causa di questa sua predilezione ad ogni modo Ludovico Calini fu oggetto di attacchi da parte dei nemici della Società di Gesù, che tentarono di colpirlo con numerosi libelli.

### Il cardinalato e la lotta contro la soppressione della Compagnia di Gesù

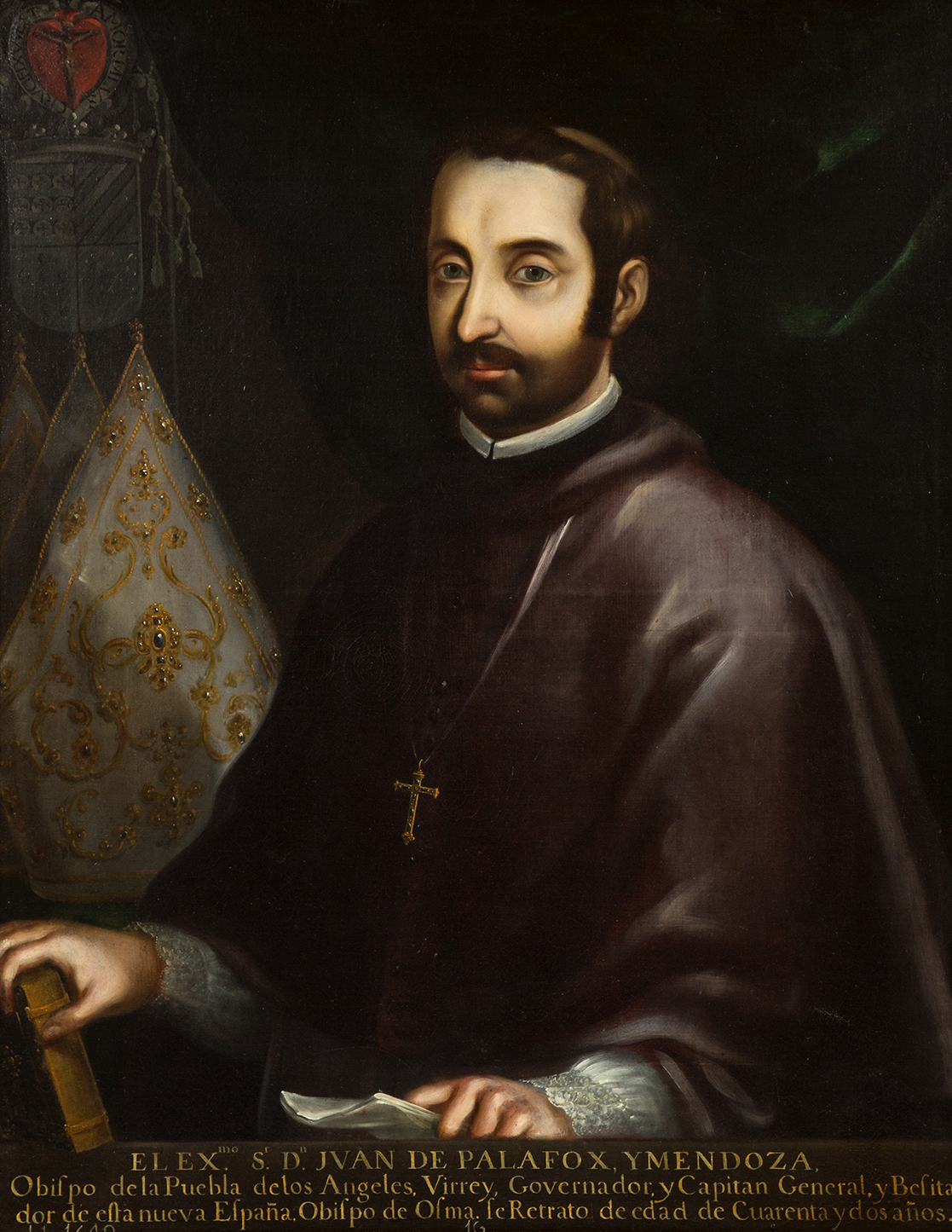
Juan de Palafox y Mendoza, contro la cui causa di beatificazione si scagliò Lodovico Calini riuscendo a farla rimandare di oltre due secoli. Il vescovo spagnolo è stato beatificato nel 2011.

Per il grande favore che papa Clemente XIII gli rivolgeva, Calini venne elevato al rango di cardinale nel concistoro del 26 settembre 1766, ricevendo la berretta cardinalizia il 30 settembre successivo ed il titolo di Sant'Anastasia il 1º dicembre di quell'anno. Ascritto alle sacre congregazioni per i Vescovi ed i Regolari, per l'Immunità Ecclesiastica, per la Reverenda Fabbrica di San Pietro, per le Visite Apostoliche e dei Riti, fu protettore del monastero di Santa Marta e della chiesa bresciana a Roma.
Nel febbraio del 1767 divenne abate commendatario di Santa Maria della Giara presso Verona nonché Prefetto della Sacra Congregazione per le Indulgenze e le Sacre Reliquie, carica che lasciò solo alla sua morte. Nel 1769 prese parte al conclave che elesse papa Clemente XIV. Il Calini, è certo, fu un oppositore dell'ascesa di Clemente XIV e per questo non ebbe particolare rilevanza durante il pontificato di quest'ultimo.
Optò il 4 marzo 1771 per il titolo cardinalizio di Santo Stefano al Monte Celio e dal 28 febbraio 1774 divenne Camerlengo del Sacro Collegio dei Cardinali, rimanendo in carica sino al 29 gennaio 1776. Prese parte nuovamente al conclave del 1775-1775 che elesse papa Pio VI. Come membro della Sacra Congregazione per i Riti, parlò in una sessione generale della congregazione tenutasi il 20 gennaio 1770e votò contro la proposta di beatificazione del vescovo spagnolo Juan de Palafox y Mendoza di Osma; il suo voto destò scalpore nella società spagnola, ma egli portò a conoscenza del pubblico la sua analisi della famosa lettera del vescovo Palafox a papa Innocenzo X dove questi si schierava apertamente contro i Gesuiti con parole a tratti poco lusinghiere, il che a sua detta sarebbe bastato per pregiudicarne la beatificazione. La causa venne archiviata e la chiesa concesse al Palafox il solo titolo di Venerabile, sino al 2011 quando papa Benedetto XVI ne ha accosto la richiesta di beatificazione.
Nel 1780 si ritirò a Brescia, ma prima di lasciare Roma ebbe un colloquio con papa Pio VI il 1º aprile di quell'anno, nel quale il cardinale Calini chiese ufficialmente al pontefice di restaurare la Società di Gesù o perlomeno di non permettere la sua rifondazione in Russia, come prospettato dai Borboni; il cardinale sottolineò nell'incontro come la Compagnia di Gesù fosse stata troppo frettolosamente abolita cancellando tutto il bene che i Gesuiti avevano fatto nel corso dei secoli per la chiesa, adducendo addirittura al fatto che quando papa Clemente XIV aveva firmato il decreto per la sua soppressione, non fosse sano di mente. Il papa garantì al cardinale l'assicurazione che avrebbe fatto tutto il possibile per quella causa.
Ludovico Calini morì il 9 dicembre 1782 a Brescia. La sua salma venne esposta alla pubblica venerazione e poi sepolta nella chiesa dei Santi Faustino e Giovita.

## Genealogia episcopale e successione apostolica
La genealogia episcopale è:
- Cardinale Scipione Rebiba
- Cardinale Giulio Antonio Santori
- Cardinale Girolamo Bernerio, O.P.
- Arcivescovo Galeazzo Sanvitale
- Cardinale Ludovico Ludovisi
- Cardinale Luigi Caetani
- Cardinale Ulderico Carpegna
- Cardinale Paluzzo Paluzzi Altieri degli Albertoni
- Cardinale Gaspare Carpegna
- Cardinale Fabrizio Paolucci
- Cardinale Francesco Barberini
- Cardinale Angelo Maria Querini, O.S.B.Cas.
- Cardinale Lodovico Calini

La successione apostolica è:
- Cardinale Alberico Archinto (1739)
- Vescovo Diego Manola (1755)
- Arcivescovo Giovanni Luca Garagnin (1756)
- Vescovo Bonaventura Bernardi (1757)
- Vescovo Francesco Antonio Salomone (1760)
- Vescovo Giovanni Pietro Riboli (1767)
- Vescovo Giovanni Morosini, O.S.B. (1770)
- Vescovo Giovanni Benedetto Civran (1770)
- Arcivescovo Giovanni Carsana (1771)
- Vescovo Giovanni Maria Antonio dall'Ostia (1771)
- Vescovo Emanuele di Tommaso (1771)
- Vescovo Carlo Pergamo (1771)
- Arcivescovo Andrea Benedetto Ganassoni, O.S.B. (1773)
- Vescovo Giampaolo Dolfin, C.R.L. (1774)
- Cardinale Carlo Crivelli (1775)
- Vescovo Stefano Domenico Sceriman, O.P. (1776)